# Julia King, Baroness Brown of Cambridge

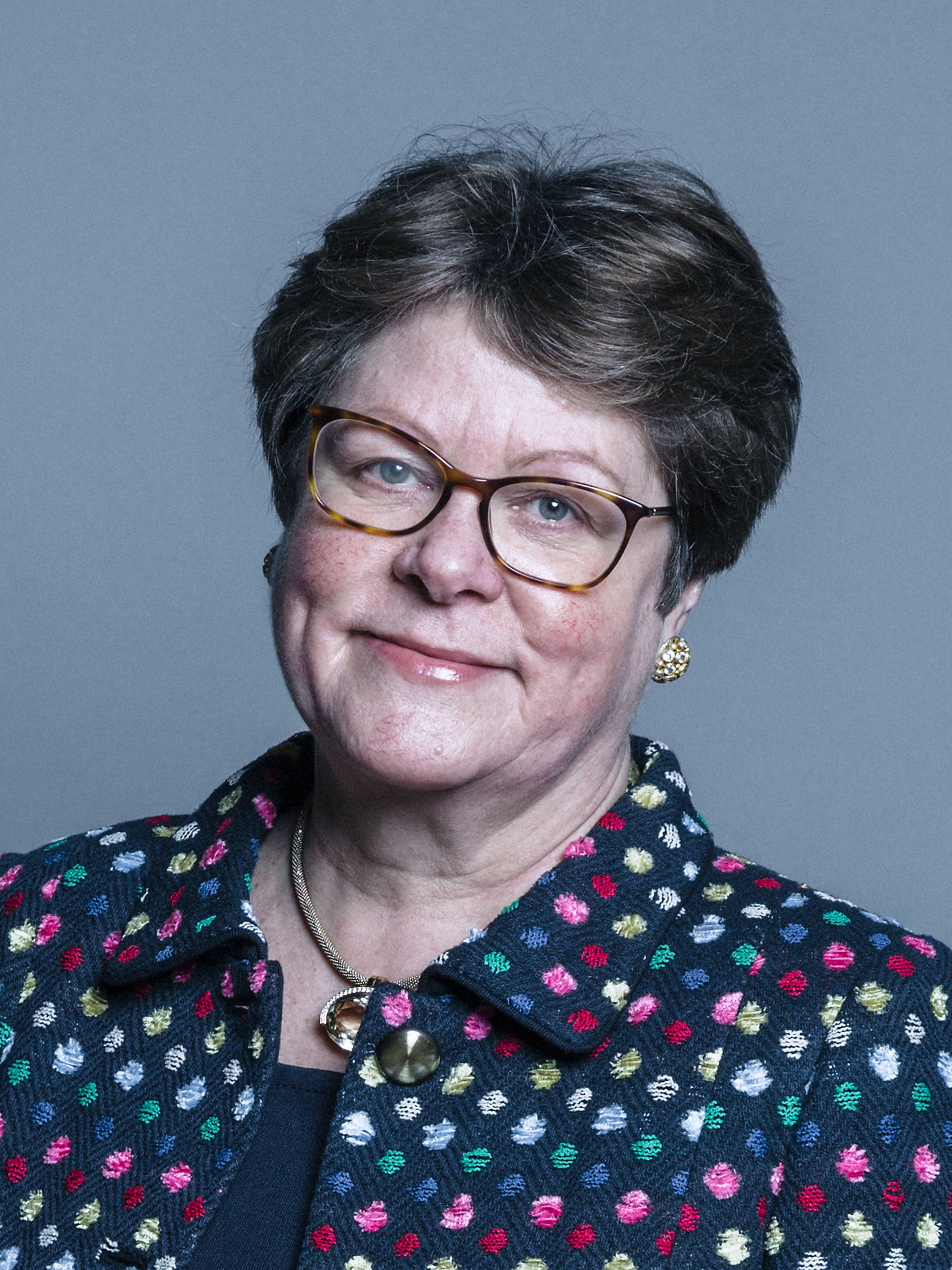
Baroness Brown of Cambridge (2018)

Julia Elizabeth King, Baroness Brown of Cambridge DBE (* 11. Juli 1954 in London) ist eine britische Ingenieurin und Mitglied des House of Lords. Sie war von 2006 bis 2016 Vizekanzlerin der Aston University.

## Studium
King besuchte die Godolphin and Latymer Girls’ School und New Hall in Cambridge und schloss ihr Studium der Naturwissenschaften an der University of Cambridge 1975 mit einem Diplom ab. 1978 promovierte sie in Bruchmechanik.

## Karriere
King blieb zwei Jahre lang als Rolls-Royce-Forschungsstipendiatin in Cambridge, bevor sie von 1980 bis 1987 eine Stelle als Dozentin an der University of Nottingham antrat. Im Jahr 1987 wurde sie die erste Senior Research Fellow der Royal Academy of Engineering. Danach kehrte sie nach Cambridge zurück, wo sie von 1987 bis 1994 eine Reihe von Forschungs- und Lehrtätigkeiten ausübte. 1994 wechselte sie zu Rolls-Royce, wo sie eine Reihe von Führungspositionen innehatte, unter anderem als Leiterin der Abteilung Werkstoffe, als Geschäftsführerin von Fan Systems und als technische Leiterin des Geschäftsbereichs Marine. Im September 2002 wurde sie zur Geschäftsführerin des Institute of Physics ernannt. Von September 2004 bis Dezember 2006 war sie Rektorin der Fakultät für Ingenieurwissenschaften am Imperial College London. Danach wechselte sie als Vizekanzlerin an die Aston University, wo sie bis September 2016 tätig war. King wurde im September 2016 zur Vorsitzenden von STEM Learning Ltd. ernannt.

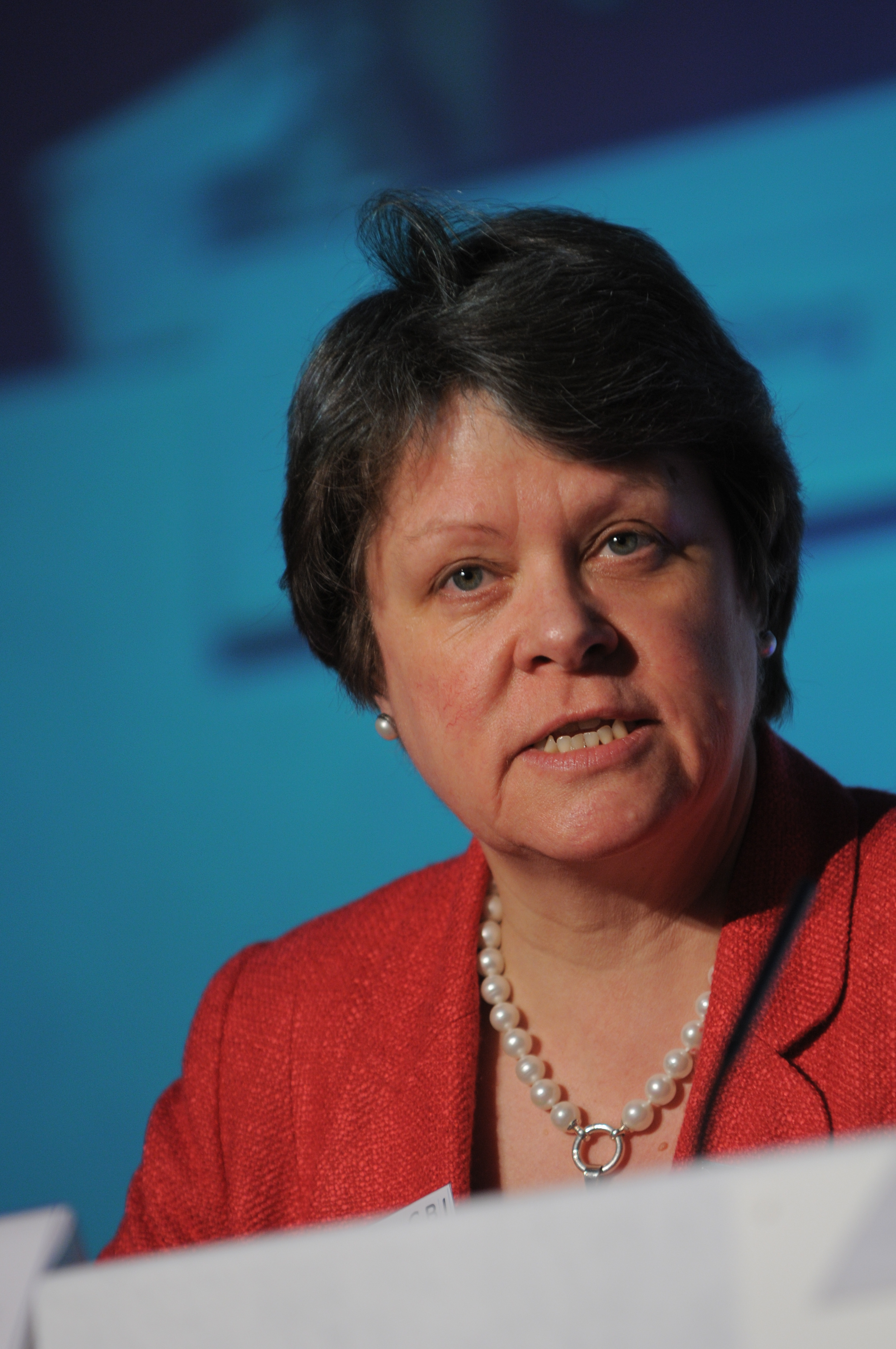
Julia King auf dem Klimawandel-Gipfel 2008 der Confederation of British Industry (CBI)

King hat eine Reihe von hochrangigen öffentlichen Ämtern bekleidet und arbeitet eng mit der Regierung in den Bereichen Bildung und Technologie zusammen. Sie ist Mitglied des the Committee on Climate Change und der Flughafenkommission. Sie ist Botschafterin des Vereinigten Königreichs für kohlenstoffarme Unternehmen und war zuvor nicht geschäftsführende Direktorin des Ministeriums für Wirtschaft, Innovation und Qualifikationen.
Sie war Gründungsmitglied des Verwaltungsrats des Europäischen Instituts für Innovation und Technologie und ist ehemaliges Mitglied des Automotive Council des Weltwirtschaftsforums. Von 2004 bis 2008 war sie Vorstandsmitglied des Engineering and Technology Board (jetzt EngineeringUK) und leitete eine Arbeitsgruppe der Royal Academy of Engineering zum Thema „Educating Engineers for the 21st Century“, die ihren Abschlussbericht im Juni 2007 veröffentlichte. King beriet das Verteidigungsministerium als Vorsitzende des Defence Science Advisory Council und das Cabinet Office als Mitglied des National Security Forum. Außerdem war sie fünf Jahre lang nicht-geschäftsführendes Mitglied des Technology Strategy Board.
Sie war nicht geschäftsführende Direktorin von Angel Trains und ist nicht geschäftsführende Direktorin der Green Investment Bank. Sie war Mitglied der Greater Birmingham and Solihull Local Enterprise Partnership, des Engineering and Physical Sciences Research Council und des Board of Universities UK, wo sie den Vorsitz des Innovation and Growth Policy Network innehatte.
King wurde von Gordon Brown, dem damaligen Schatzkanzler, im März 2007 mit der Leitung der King Review betraut, um die Fahrzeug- und Kraftstofftechnologien zu untersuchen, die in den nächsten 25 Jahren zur Verringerung der Kohlenstoffemissionen im Straßenverkehr beitragen könnten. Der analytische Zwischenbericht wurde im Oktober 2007 veröffentlicht, die endgültigen Empfehlungen im März 2008. Sie hat mehr als 160 Arbeiten über Ermüdung und Bruch in Strukturwerkstoffen und Entwicklungen in der Luft- und Raumfahrt sowie in der Schiffsantriebstechnik veröffentlicht und wurde mit der Grunfeld-, der John-Collier-, der Lunar Society-, der Constance-Tipper-, der Bengough- und der Kelvin-Medaille sowie mit dem Erna-Hamburger-Preis und dem 2012 President’s Prize des Engineering Professors' Council ausgezeichnet.

## Preise und Auszeichnungen
Im Jahr 1997 wurde sie zum Fellow der Royal Academy of Engineering (FREng) gewählt. Sie wurde 1999 für ihre Verdienste um die Werkstofftechnik als Commander des Order of the British Empire (CBE) ausgezeichnet. Sie ist Liveryman der Goldsmiths Company, Ehrendoktorin der Queen Mary University of London, der University of Manchester, der University of Exeter und Honorary Fellow des Murray Edwards College, Cambridge, der Cardiff University sowie der Institutions of Engineering and Technology, der Society for the Environment und der British Science Association. Im Jahr 2006 hielt sie die Higginson-Vorlesung. Am 5. Mai 2010 erörterte sie bei der 6. John-Collier-Gedächtnisvorlesung der Institution of Chemical Engineers die Herausforderungen und Chancen des kohlenstoffarmen Verkehrs. Sie wurde von der Royal Academy of Engineering als Inspiring Woman Engineer ausgezeichnet. 2012 wurde sie für ihre Verdienste um die Hochschulbildung und die Technologie als Dame Commander des Order of the British Empire (DBE) geadelt.
Am 2. November 2015 wurde sie als Baroness Brown of Cambridge, of Cambridge in the County of Cambridgeshire, zur Life Peeress erhoben und wurde dadurch auf Lebenszeit Mitglied des House of Lords. Im Parlament schloss sie sich der Fraktion der Crossbenchers an. Im Jahr 2017 wurde sie zum Fellow of the Royal Society (FRS) gewählt. Im selben Jahr wurde sie zu einer von zwei Schirmherrinnen der Royal Microscopical Society ernannt, die andere ist Baroness Finlay of Llandaff, ebenfalls Mitglied des House of Lords.

## Privatleben
King ist verheiratet mit Colin William Brown, dem CEO der Institution of Mechanical Engineers.